# Nancilea Foster
Nancilea Marie Foster, geb. Underwood (* 14. September 1983 in Conroe) ist eine ehemalige US-amerikanische Wasserspringerin, die im Kunstspringen vom 1-m- und 3-m-Brett und im 3-m-Synchronspringen antrat.
Foster begann bereits im Alter von fünf Jahren mit dem Wasserspringen. Seit dem Jahr 2004 gehörte sie zum Nationalteam, sie trainierte unter Ken Armstrong an der Woodlands Diving Academy. Ihre ersten internationalen Titelkämpfe bestritt sie bei der Weltmeisterschaft 2005 in Montreal, wo sie vom 3-m-Brett im Finale Neunte und mit Christina Loukas im 3-m-Synchronspringen Zwölfte wurde. Bei der folgenden Weltmeisterschaft 2007 in Melbourne belegte sie im Finale vom 3-m-Brett Rang sechs und errang damit ihre beste WM-Platzierung. Foster konnte sich im Jahr 2008 für die Olympischen Spiele in Peking qualifizieren. Im Einzelwettbewerb vom 3-m-Brett zog sie ins Finale ein und belegte Rang acht. Nach den Spielen beendete Foster ihre aktive Karriere. Sie konnte vom 3-m-Brett insgesamt vier nationale Meistertitel gewinnen, zwei in Einzelspringen und zwei mit Cassidy Krug im Synchronspringen.
Foster hat an der University of Iowa studiert, sie startete für das Sportteam der Universität, den Hawkeyes. Im Jahr 2005 konnte sie vom 3-m-Brett bei den Collegemeisterschaften die Silbermedaille gewinnen.